# آزمون‌های عملکرد ریه
آزمون‌های عملکرد ریه یا (Pulmonary function testing) آزمون‌هایی هستند که برای اندازه‌گیری میزان عملکرد ریه استفاده می‌شوند. معروفترین آنها اسپیرومتری است.

## اهداف
این آزمونها در تمام بیماریهای ریوی و حتی افراد سالم داوطلب استخدام جهت ارزیابی عملکرد ریوی انجام میشوند . آزمونهایی مانند دم‌سنجی ، فشار گاز در خون سرخرگی ، اندازه گیری حجمهای ریوی ، ظرفیت انتشار و... از این آزمونها هستند.
در این آزمون‌ها (PFT) مقدار هوایی که ریه می‌تواند در خود نگه دارد ، میزان هوایی که در هر دم و بازدم وارد یا خارج میشود و سرعت ورود هوا به ریه و خروج آن از ریه اندازه گرفته می‌شود. مقدار اکسیژن مصرفی در فرایند تنفس و میزان دی‌اکسید کربنی که در این فرایند از بدن دفع شود را هم اندازه می‌گیرند. از آزمون‌های عملکرد ریه می‌توان در تشخیص بیماریهای ریوی و میزان موفقیت در درمان آن استفاده نمود.

## روش‌های دم‌سنجی
روش‌های دم‌سنجی به دو دسته کلی تقسیم می‌شوند:
1. روش حجم‌سنجی
2. روش فلومتری